# Scott Lynch
Scott Lynch (2 de abril de 1978) es un escritor estadounidense de fantasía que ha escrito la saga de novelas de los Caballeros Bastardos. Su primera novela, Las mentiras de Locke Lamora, fue comprada por Orion Books en agosto del 2004 y fue publicada en junio del 2006 bajo el sello editorial Gollancz en el Reino Unido y con Bantam en los Estados Unidos. Las dos siguientes novelas en la saga, Mares rojos bajos cielos rojos y The Republic of Thieves, fueron publicadas en 2007 y 2013 respectivamente.

## Carrera
La novela con que debutó Lynch, fue una de las finalistas del Premio Mundial de la Fantasía en 2007. En 2007 y 2008, fue nominado por el premio John W. Campbell por Mejor Nuevo Escritor.
En 2008 la Sociedad Británica de la Fantasía le concedió el premio Sydney J. Bounds, al mejor escritor novato.
Libros
Los caballeros bastardos
1. Las mentiras de Locke Lamora (27 de junio de 2006)
2. Mares rojos bajo cielos rojos  (20 de junio de 2007)
3. The Republic of Thieves (8 de octubre de 2013)
4. The Thorn of Emberlain (9 de noviembre de 2021)
5. The Ministry of Necessity (próximamente)
6. The Mage and the Master Spy (próximamente)
7. Inherit the Night (próximamente)

La serie está ambientada en los estados que surgieron a la caída del Imperio del Trono de Therin . Sigue la vida del ladrón profesional y artista de la cocina Locke Lamora, durante un período de unos quince a veinte años. Lynch ha dicho que habrá secuelas de la saga cuya narrativa se ubicará veinte años después con nuevos protagonistas, y que estas también tendrán siete libros.

## Vida personal
Scott Lynch vive en New Richmond, Wisconsin. Lynch ha tenido una serie de trabajos como lavaplatos, camarero, diseñador web, administrador y escritor freelancer. También es un bombero voluntario, autorizado en los estados de Minnesota y Wisconsin.
- Datos: Q2092466
- Multimedia: Scott Lynch / Q2092466